# 望遠鏡座ρ
望遠鏡座ρ，又名CP-5211356，HD 177171、SAO 245921、HR 7213，是望遠鏡座的一颗恒星，视星等为5.16，位于銀經344.54，銀緯-23.35，其B1900.0坐标为赤經18h 58m 24.9s，赤緯-52° -23.35′ 15″。